# Curva de Osgood

Construcción fractal de una curva de Osgood mediante la eliminación recursiva de cuñas de triángulos. A medida que las cuñas se estrechan, la fracción de área eliminada disminuye exponencialmente, por lo que el área que queda en la curva final es diferente de cero.

En matemáticas, una curva de Osgood es una curva que no se interseca automáticamente (ya sea una curva de Jordan o un arco Jordan) de área positiva. Más formalmente, estas son curvas en el plano euclidiano con medida de Lebesgue bidimensional positiva. 

## Historia
Los primeros ejemplos de curvas de Osgood fueron encontrados por William Fogg Osgood (1903) y Henri Lebesgue (1903). Ambos ejemplos tienen área positiva en partes de la curva, pero área cero en otras partes; esta falla fue corregida por Knopp (1917), quien encontró una curva que tiene área positiva en cada vecindario de cada uno de sus puntos, basándose en una construcción anterior de Wacław Sierpiński. El ejemplo de Knopp tiene la ventaja adicional de que su área puede controlarse para que sea cualquier fracción deseada del área de su casco convexo.

## Construcción fractal
Aunque la mayoría de las curvas de relleno de espacio no son curvas de Osgood (tienen un área positiva pero a menudo incluyen infinitas auto-intersecciones, en caso de que no sean curvas de Jordan), es posible modificar la construcción recursiva de las curvas de relleno de espacio u otras curvas fractales para obtener una Curva de Osgood. Por ejemplo, la construcción de Knopp implica dividir de forma recursiva triángulos en pares de triángulos más pequeños, que se encuentran en un vértice compartido, eliminando las cuñas triangulares. Cuando las cuñas eliminadas en cada nivel de esta construcción cubren la misma fracción del área de sus triángulos, el resultado es un fractal de Cesàro como el copo de nieve de Koch, pero al eliminar las cuñas cuyas áreas se encogen más rápidamente se produce una curva de Osgood.

## Construcción Denjoy – Riesz
Otra forma de construir una curva de Osgood es formar una versión bidimensional del conjunto de Smith-Volterra-Cantor, un conjunto de puntos totalmente desconectado con un área distinta de cero, y luego aplicar el teorema de Denjoy-Riesz según el cual cada conjunto acotado y totalmente El subconjunto desconectado del plano es un subconjunto de una curva de Jordan.